# Fuerte del Desnarigado
El fuerte del Desnarigado es un fuerte, reconvertido en museo, situado en el borde litoral del frente sur del monte Hacho, en Ceuta. Posee una superficie de 1280 metros cuadrados.

## Historia
La construcción se realizó en el siglo XIX, aunque anteriormente habían existido otras estructuras como el mismo carácter militar en ese emplazamiento. Su nombre proviene de un esclavo bereber fugado de las minas del Rif al cual le habían amputado la nariz durante su cautiverio. El Desnarigado escapó junto a otros esclavos y llegaron hasta la Ceuta portuguesa. Desembarcaron en una pequeña playa, que también recibe su nombre, y se asentaron en un pequeño montículo que constituiría la guarida a la cual retornaban después de realizar actividades de piratería en el estrecho de Gibraltar.

## Construcción y descripción

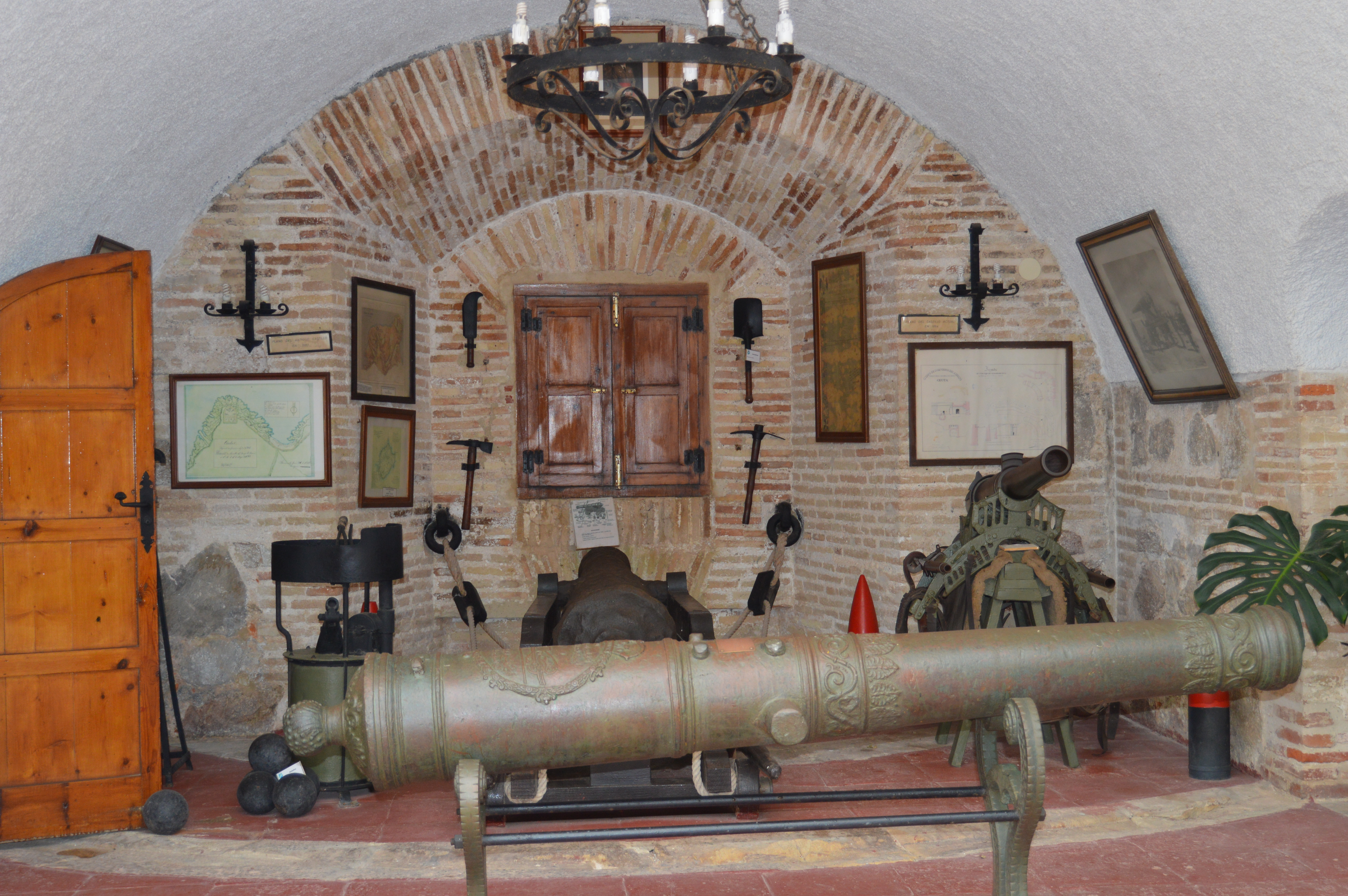
Exposición de objetos militares en el interior del castillo

A finales del siglo XVII se decidió construir un pequeño fortín del que apenas quedan restos. El actual castillo se construiría en el siglo XIX. El castillo consta de una sola planta y está compuesto de un frente y dos cuerpos laterales paralelos a la costa. Dos torreones de seis metros de altura, coronados por almenas, flanquean la puerta en la cual se encuentra una reproducción del escudo de la monarquía de los Habsburgos.
El castillo estuvo en activo hasta principios del siglo XX cuando fue progresivamente abandonado. Se decidiría posteriormente su rehabilitación y transformación en un museo militar. Fue inaugurado en 1984. Desde entonces recoge diversos objetos militares relacionados con la historia de Ceuta.

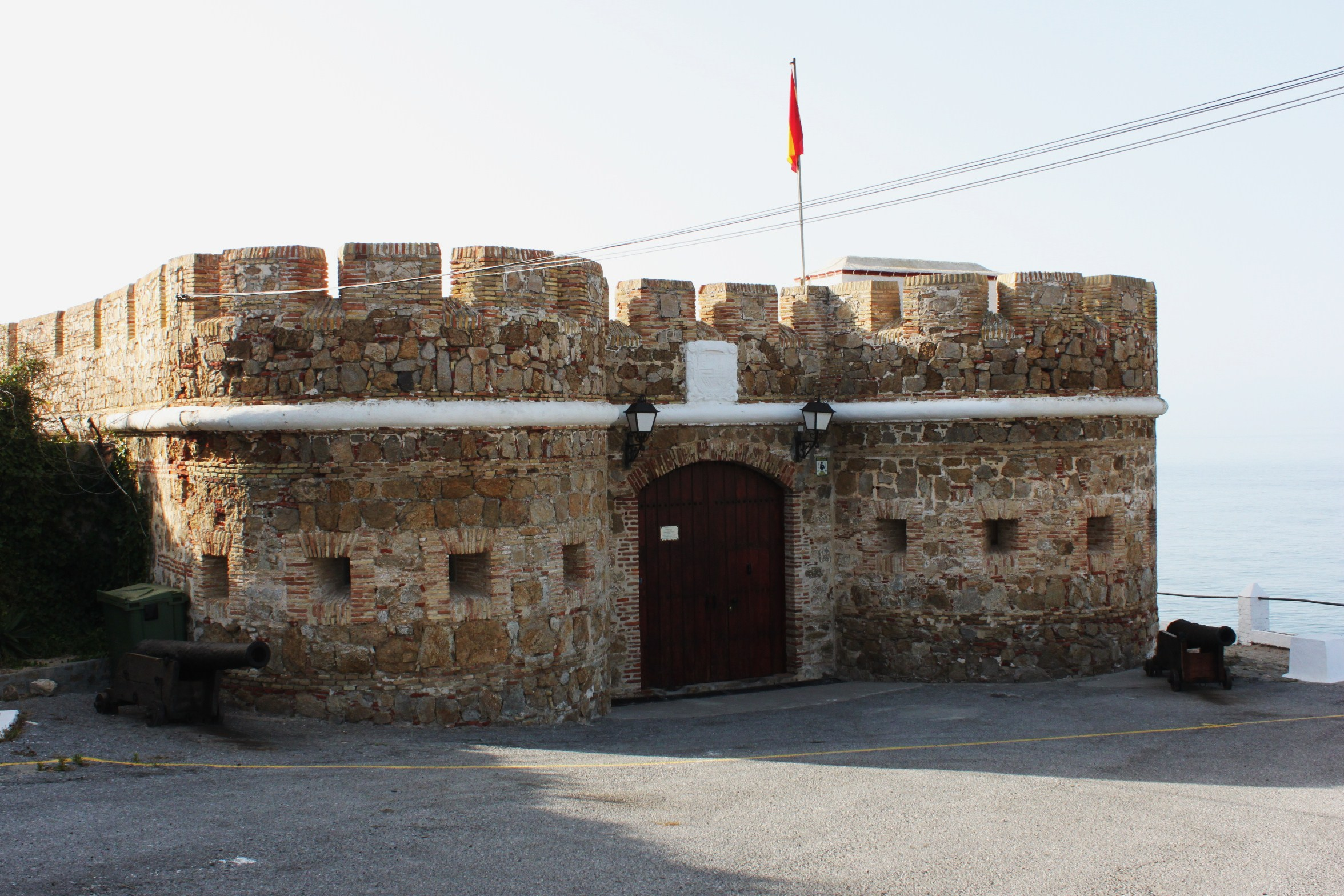
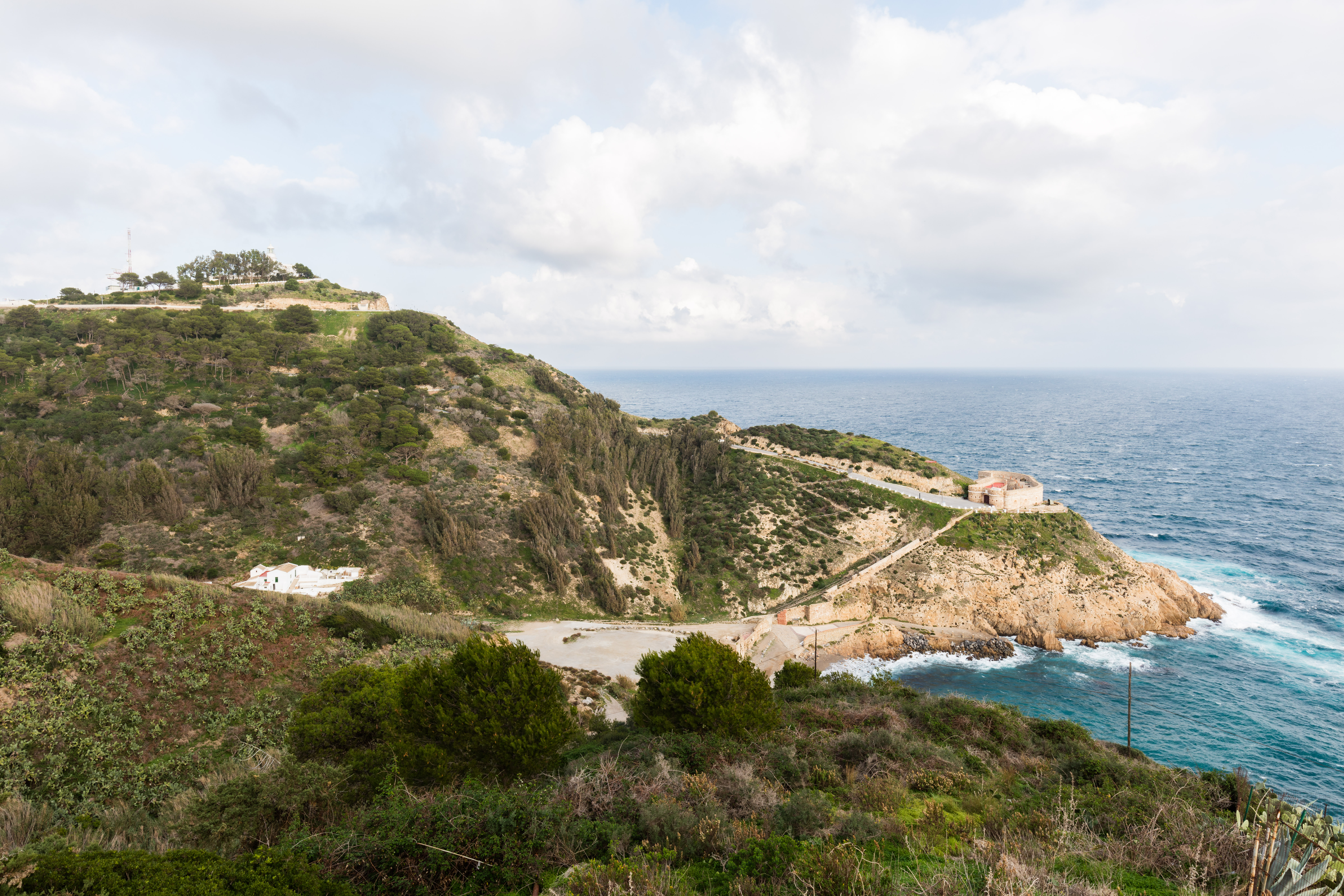
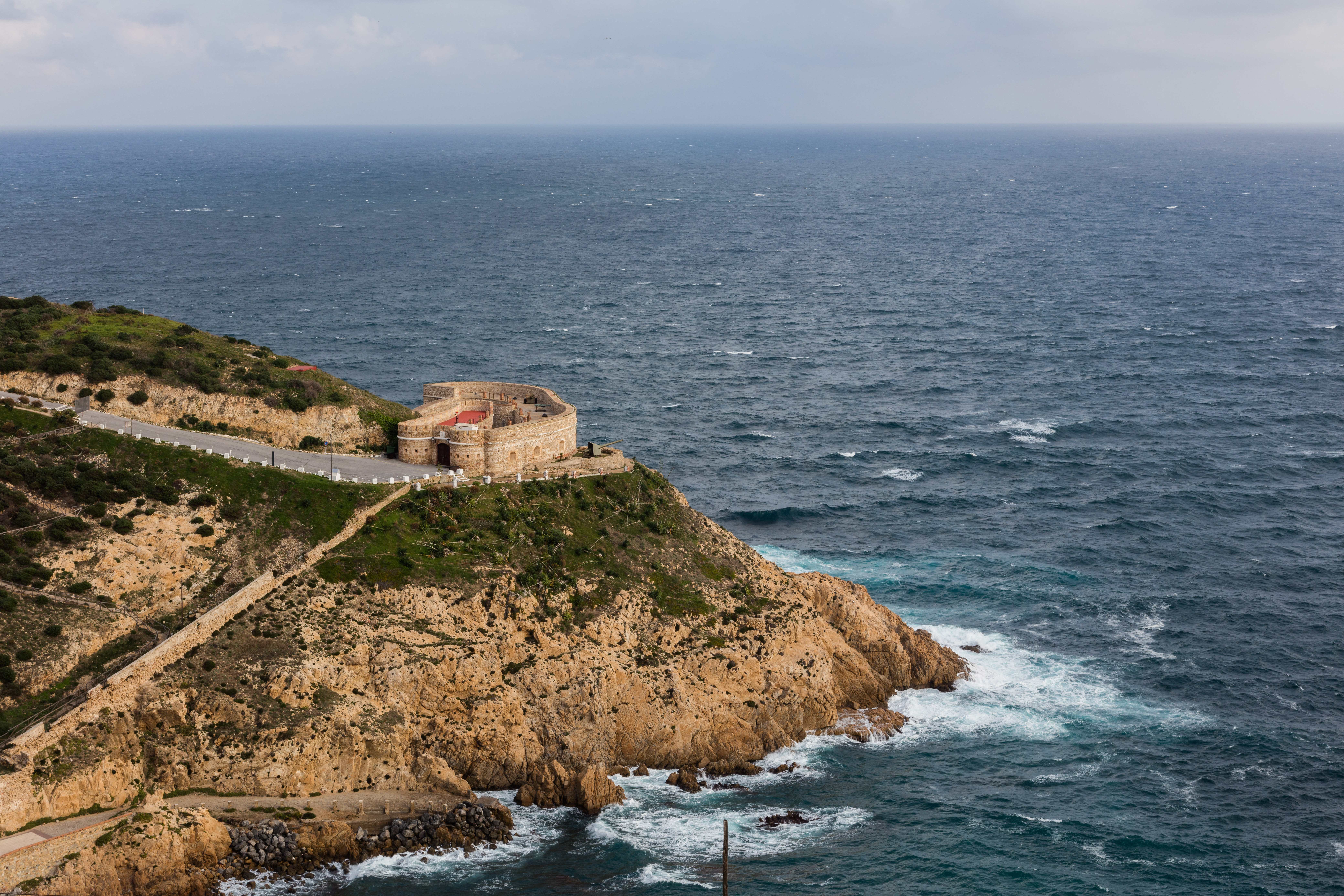
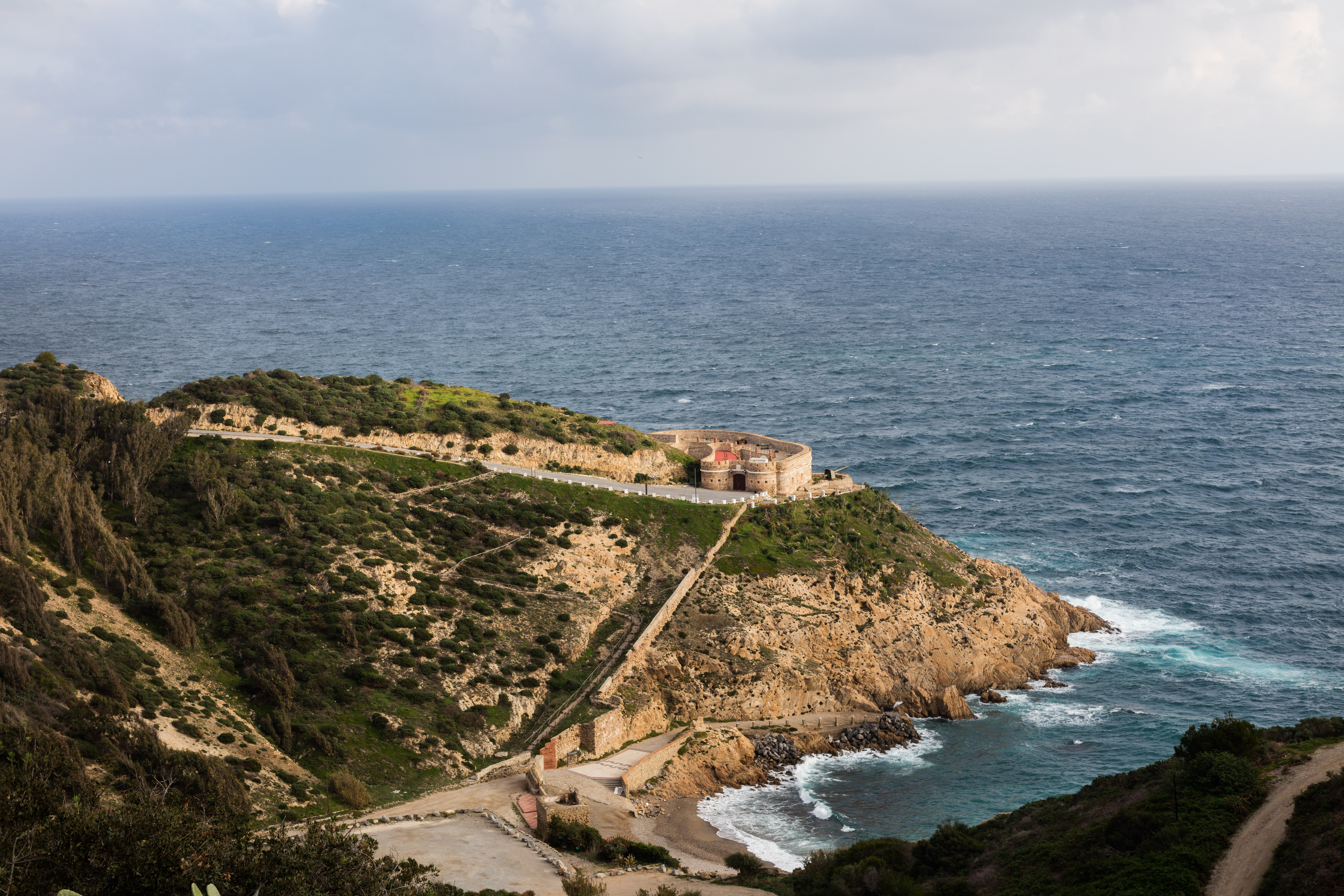